# Pierre Parat
Pour les articles homonymes, voir Parat.
Pierre Parat, né le 16 avril 1928 à Versailles et mort le 8 octobre 2019 à Paris, est un architecte français qui notamment avec son associé Michel Andrault au sein de leur agence ANPAR ont conçu à Paris la tour Totem dans le quartier de Beaugrenelle et Palais-omnisports de Paris-Bercy situé dans le 12e arrondissement de Paris.

## Biographie
Pierre Parat nait le 16 avril 1928 à Versailles, mais passe son enfance au Pérou. Diplômé de l’école polytechnique de Lima, il rentre en France pour intégrer l’école nationale supérieure des beaux-arts de Paris. Il y rejoint l’atelier de l’architecte urbaniste Eugène Beaudouin.
Après avoir achevé ses études en 1955, il s'associe avec l'architecte Michel Andrault. Ensemble, ils fondent l'agence ANPAR, dont le nom est la contraction des premières lettres de leurs noms.
En 1985, il reçoit avec son associé Michel Andrault, le Grand prix national de l’architecture.
Il meurt le 8 octobre 2019, dans le 5e arrondissement de Paris.

## Réalisations
- Basilique-sanctuaire Madonna delle Lacrime à Syracuse.
- Première expérimentation des immeubles Pyramides à Épernay, labellisé « Architecture contemporaine remarquable » en 2000[4].
- Pyramides à Évry.
- Tour Totem à Paris.
- Siège social d'Havas à Neuilly-sur-Seine.
- Tour Séquoia à La Défense.
- Tours Chassagne et Alicante à La Défense.
- Université de Paris-Tolbiac à Paris.
- Palais-omnisports de Paris-Bercy à Paris.

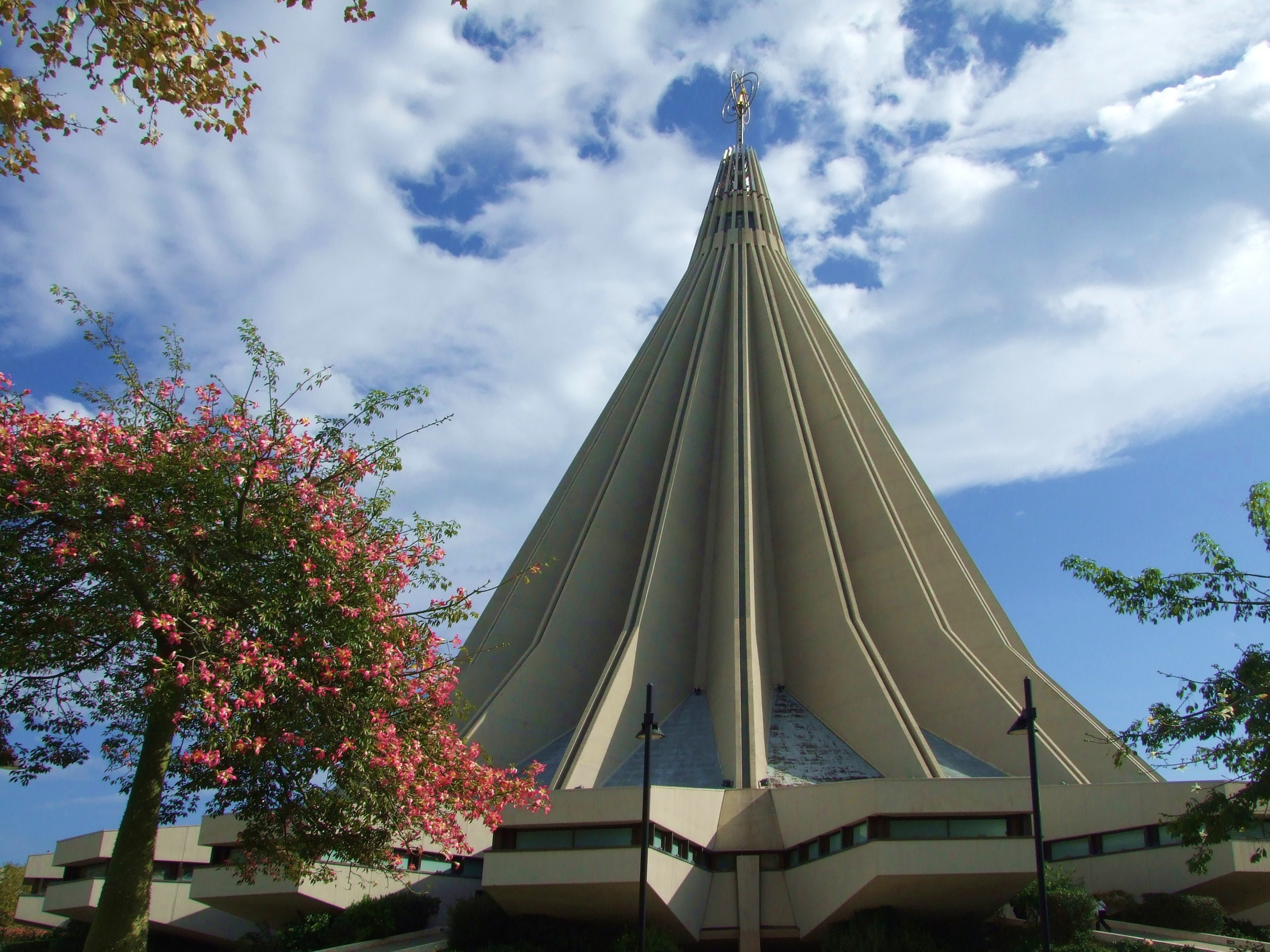
Basilique-sanctuaire Madonna delle Lacrim à Syracuse.
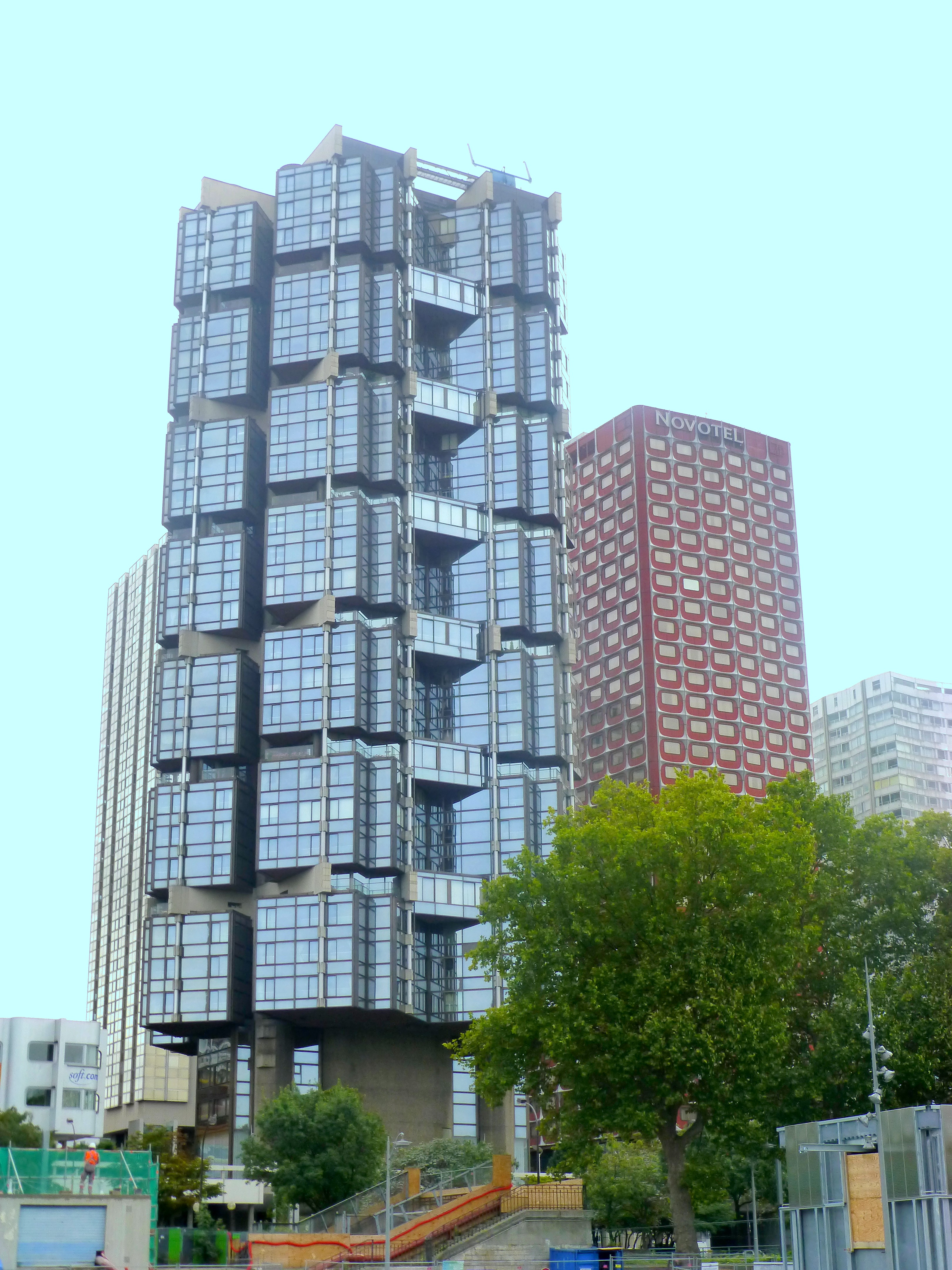
Tour Totem à Paris.
Tours Chassagne et Alicante à La Défense.
Université de Paris-Tolbiac à Paris.
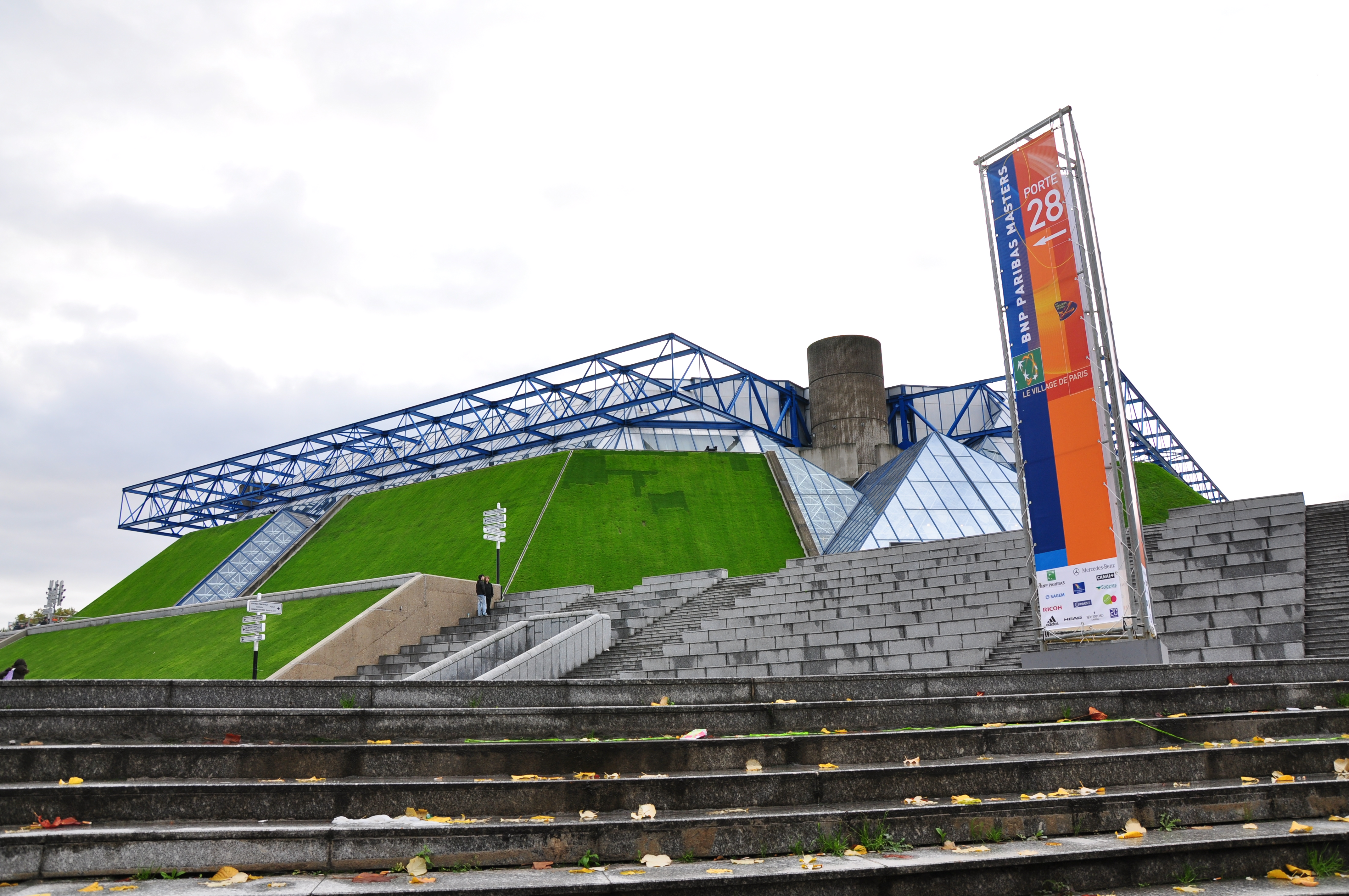
Palais-omnisports de Paris-Bercy à Paris.